# Vento scomposto
(Simonetta Agnello Hornby, Vento scomposto, Milano, 2009)
Vento scomposto è il quarto romanzo di Simonetta Agnello Hornby, pubblicato in Italia nel 2009.
L'autrice di origine siciliana ha scritto questo libro prima in inglese e dopo in italiano, rielaborando con cura ritmo, tono e lessico della narrazione; l'opera, come sostiene la stessa autrice: «non è stata una mera traduzione». Continua: «Ricordo i momenti felici di questa fatica, le considerazioni sull'armonia del linguaggio, sulla pertinenza del lessico, l'anima che ogni lingua ha e lo sforzo per rispettarle entrambe.»
Il titolo originale, There is nothing wrong with Lucy, è stato trasformato nella versione italiana in Vento scomposto, immagine che si rifà a un passo dell'Ecclesiaste riportato nella prefazione dell'opera:
«Il vento soffia a mezzogiorno,

poi gira a tramontana;

gira e rigira

e sopra i suoi giri il vento ritorna.»
La Hornby per questo nuovo romanzo abbandona la caratteristica ambientazione siciliana per addentrarsi nella Londra moderna, passando con facilità dalla descrizione dei quartieri benestanti della City a quelli più poveri e multietnici.

## Trama
Mike Pitt, un merchant banker di trentasette anni, si è trasferito da pochi mesi in una casa nel ricco quartiere di Kensington assieme all'attraente moglie Jenny, consulente di una catena di negozi, e alle due figlie, Amy di otto anni e Lucy di quattro. La loro vita sembra quella normale di una famiglia borghese e benestante, circondata da lussi, impegni lavorativi e feste, ma la maestra d'asilo di Lucy, Mrs Dooms, allarmata dai comportamenti e dai disegni della bambina, spezza l'equilibrio familiare dei Pitt incolpando il padre di abuso nei confronti della figlia. I genitori negano con forza le accuse della donna, ma la famosa psichiatra infantile che ha il compito di visitare le bambine, la dottoressa Cliff, conferma l'abuso.  È l'inizio di una lunga battaglia legale ed emotiva. I Pitt chiedono aiuto a Steve Booth, un ottimo avvocato specializzato in diritto di famiglia, che ha un modesto studio a Brixton ed è abituato ad avere come clienti persone immigrate e povere. Aiutato dalle sue segretarie Sharon Steen e Pat Hall, Booth lavora strenuamente per difendere i suoi nuovi e ricchi clienti. Mike Pitt è intanto costretto a lasciare la casa e a vedere le figlie solamente in orari prestabiliti e in presenza di due persone esterne alla famiglia. Anche se Jenny continua a ripetere che Lucy sta bene, l'arroganza caratteristica di Mike e una serie di coincidenze allarmanti non fanno che aumentare i sospetti nei suoi confronti.

## Tematiche
La Hornby in questo romanzo fa largo utilizzo delle sue conoscenze come avvocato dei minori e presidente del Tribunale di Special Educational Needs and Disability, dando un'immagine trasparente e a volte sconcertante del sistema legale inglese. Nella nota introduttiva a Vento Scomposto, infatti, spiega come accuse non certe possano sconvolgere profondamente le famiglie e come troppo spesso i servizi sociali si siano dimostrati incompetenti e arroganti nei confronti delle famiglie.

## Edizioni
- Simonetta Agnello Hornby, Vento scomposto, traduzione di Simonetta Agnello Hornby, Giovanna Salvia, I narratori, Feltrinelli Editore, 2009,  pp. 405, ISBN 88-07-01772-5.